# Caroline Kirk Schad
Caroline Kirk Schad (født 1. april 1997 i Virum) er en cykelrytter fra Danmark, der kører for Team Friis ABC ACR.

## Karriere
Efter at have dyrket triatlon hos Københavns Triathlonklub, begyndte Caroline Kirk i 2022 at køre landevejscykling hos Amager Cykle Ring. Året efter kom hun på klubbens elitehold, ACR Women Elite, hvor det blev til flere podieplaceringer i den danske A-række. Fra 2024-sæsonen skiftede hun til Team Interklima ABC Copenhagen. I juni 2024 blev hun udtaget til det danske landshold, hvor hun deltog i Tour de Pologne. I juni 2025 blev hun igen udtaget til landsholdet der skulle køre World Tour-løbet Copenhagen Sprint.

## Meritter
2022
Vinder af Ordrup CC-løbet
3. plads, Sjællandsmesterskaberne i linjeløb
2023
Vinder af Tour de Berlin Feminin Criterium
2. plads, GP Ejner Hessel
2. plads, Hvidovre Gadeløb
2. plads, Stark-løbet
2. plads, Ordrup CC-løbet
2024
Vinder af #HurtigJoakimLøbet
Vinder af Vitamin Well GP - Amager Cykle Ring
Vinder af 3. og 4. etape ved Randers Bike Week
2025
Vinder af 1. afdeling af 3 Dage i Nord
Vinder af #HurtigJoakimLøbet
Vinder af 2. afdeling ved Bording Cup
2. plads, Frederiksberg Criterium